# Hucho perryi
Hucho perryi är en fiskart som först beskrevs av Brevoort, 1856.  Hucho perryi ingår i släktet Hucho och familjen laxfiskar. IUCN kategoriserar arten globalt som akut hotad. Inga underarter finns listade i Catalogue of Life.